# Krupon

Podział skóry surowej na części

Krupon (także: słupiec lub grzbietowa) – najgrubsza część surowej skóry bydlęcej lub świńskiej.
Krupon uważany jest za najwartościowszy fragment całej skóry. Jest to środkowa jej część, stanowiąca około 45% całości zdjętej skóry. Cechuje się największą wytrzymałością i najlepiej nadaje się do dalszej obróbki. Sąsiaduje z bokami, ogonem i karkiem. Krupony bydlęce cięższe używane są do produkcji np. podeszew obuwia, a krupony świńskie i bydlęce lżejsze – na wyroby galanteryjne i rymarskie oraz na wierzchy obuwia.